# Juan II de Brienne
Juan II de Brienne (fallecido el 11 de julio de 1302 en Kortrijk) era el hijo de Juan I de Brienne, conde de Eu y Beatrice de Saint-Pol. Sucedió a su padre como Conde de Eu en 1294.
Se casó con Juana, condesa de Guînes (fallecido en 1331 o 1332), hija y heredera de Balduino IV, conde de Guînes. Tuvieron dos hijos:
1. Raúl I de Brienne, conde de Eu
2. Marie, falleció joven

Juan murió en la batalla de las espuelas de oro.